# Dansa i neon (sång)
Dansa i neon är en sång skriven av Tim Norell, Peo Thyrén och Ola Håkansson och framförd av Lena Philipsson då den slutade på femte plats i den svenska Melodifestivalen 1987. Sången var först tänkt att framföras av Lili & Susie, vilket Ola Håkansson föreslog, men Sveriges Television sa nej till.
Lena Philipsson lanserade den 1987 på singel, vilken som bäst kom på en niondeplats på försäljningslistan för singlar i Sverige. Melodin låg på Svensktoppen i 13 veckor under perioden 10 april-4 september 1987, med andraplats som bästa resultat där.

## Coverversioner[3]
- Den svenska hårdrocksgruppen Black Ingvars spelade in en cover på "Dansa i neon" på sitt album Schlager Metal 1998.[4]
- Det svenska dansbandet Barbados spelade in en cover på "Dansa i neon" på sitt album Kom hem år 2000.[5]
- Thorsten Flinck och Ola Salo har spelat in låten som en duett på Flincks studioalbum Vildvuxna rosor som gavs ut 2005.[6]
- Ace Wilder släppte en cover på låten den 16 juni 2017.
- Tomas Ledin tolkade låten i Så mycket bättre (säsong 2)

## Övrigt
- Under ett parti i Lena Philipssons låt Lena Anthem från 2004 används ett parti från "Dansa i neon". Då Scotts framförde "Det gör ont" i Dansbandskampen 2008 användes förspelet till "Dansa i neon".
- Låten nämns i Magnus Ugglas "Efterfest" från albumet Den tatuerade generationen 2004.
- Låten framfördes i pausnumret under Melodifestivalen 2009 av Kalle Moraeus och gruppen Gränslöst, med flera olika instrument, under tredje deltävlingen i Ejendals Arena i Leksand.
- Under pausnumret vid tredje deltävlingen i Melodifestivalen 2011 i Linköping den 19 februari 2011 sjöng Lena Philipsson en hårdrocksversion på engelska tillsammans med Dead by April. Låten hette då "Dance in Neon Light".[7]

## Listplaceringar
| Lista (1987, 2011) | Topplacering |
| ------------------ | ------------ |
| Sverige            | 9 50         |

### Fotnoter
1. ↑  ”Poplight - Melodifestivalen 1987”. Arkiverad från originalet den 2 december 2013. https://web.archive.org/web/20131202230318/http://poplight.zitiz.se/melodifestivalen/1987. Läst 18 december 2009.
2. ↑  Svensktoppen - 1987
3. ↑  Coverversionen - Cover-Versionen und Musikzitate-Datenbank
4. ↑  Information Arkiverad 13 november 2013 hämtat från the Wayback Machine. i Svensk mediedatabas.
5. ↑  Information i Svensk mediedatabas.
6. ↑  Information i Svensk mediedatabas.
7. ↑  SVT Play Arkiverad 22 februari 2011 hämtat från the Wayback Machine.
8. ↑  Listplacering
9. ↑  Listplacering